# Нуорунен
Нуорунен — найвища гора Карелії (висота за різними даними складає не менше 533 м н.р.м.). Знаходиться у важкодоступній північно-східній частині республіки.
Вершина позбавлена рослинності і більшу частину року покрита кригою. Вона знаходиться на території національного парку «Паанаярві» на південь від однойменного озера. На вершині гори — декілька сейдів не цілком ясного, але ймовірно — ритуального походження. У період, коли ця частина Карелії належала Фінляндії, на вершині гори збиралася фінська молодь з сусідніх хутірів.
Гора належить до типу лапландських «тунтурі». Вона маловідвідувана через безлюддя і відокремленість місцевості, але технічних складнощів підйом на неї (не у зимовий період) не представляє.